# Macrocheilus bicolor
Macrocheilus bicolor – gatunek chrząszcza z rodziny biegaczowatych i podrodziny Anthiinae.

## Taksonomia
Gatunek ten opisany został w 1920 roku przez Herberta E. Andrewesa jako.

## Opis
Ciało długości od 6,3 do 6,5 mm. Głowa i przedplecze czerwone, zaś pokrywy czarne, rzadziej niebieskawo czarne. Ligula o zewnętrznych kątach wierzchołkowych zaokrąglonych. Płaty boczne bródki o wierzchołkach nieco zaostrzonych. Wierzchołkowa krawędź labrum niefalowana, a jego kształt półokrągły. Narządy rozrodcze samicy odznaczają się krótkim, tęgim gonokoksytem o łukowatej wewnętrznej krawędzi i krótkim, ostrym wierzchołku.
Gatunek ten, podobnie jak M. impictus wyróżnia się w rodzaju brakiem plamek na pokrywach.

## Rozprzestrzenienie
Gatunek orientalny, endemiczny dla Indii.